# Phos
Genre
Synonymes
- sous-genre Phos (Phos) Montfort, 1810[2]
- sous-genre Phos (Strongylocera) Mörch, 1852[2]
- genre Strongylocera Mörch, 1852[2]

Phos est un genre de mollusques gastéropodes de la famille des Nassariidae.

## Liste des espèces
Selon World Register of Marine Species (6 décembre 2018) :
- Phos adamsi Petit de la Saussaye, 1853
- Phos alabastrum Fraussen, 2003
- Phos blainvillei Deshayes in Bélanger, 1832
- Phos crassus Hinds, 1843
- Phos cyanostoma A. Adams, 1851
- Phos deforgesi Fraussen, 2003
- Phos dumalis (Philippi, 1851)
- Phos gladysiae Melvill & Standen, 1901
- Phos hirasei G. B. Sowerby III, 1913
- Phos muriculatus Gould in G. B. Sowerby, 1859
- Phos nodicostatus A. Adams, 1851
- Phos plicatus A. Adams, 1859
- Phos roseatus Hinds, 1844
- Phos scalarioides A. Adams, 1851
- Phos sculptilis R. B. Watson, 1886
- Phos senticosus (Linnaeus, 1758)
- Phos temperatus Fraussen & Poppe, 2005
- Phos textilis A. Adams, 1851
- Phos textus (Gmelin, 1791)
- Phos vandenberghi Fraussen & Poppe, 2005
- Phos virgatus Hinds, 1844

Noms en synonymie
- †Phos elegans Guppy, 1866, un synonyme de †Antillophos elegans (Guppy, 1866)

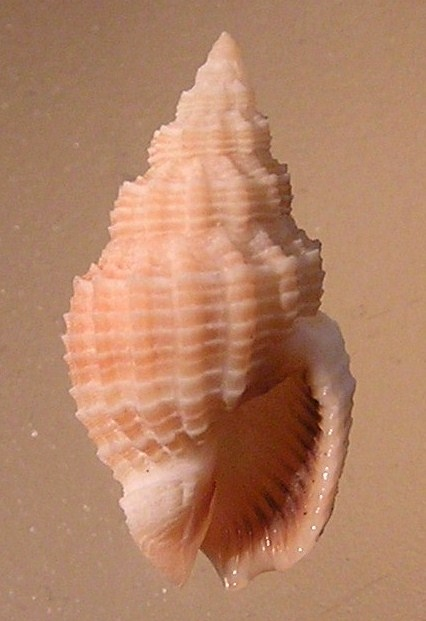
Phos cyanostoma
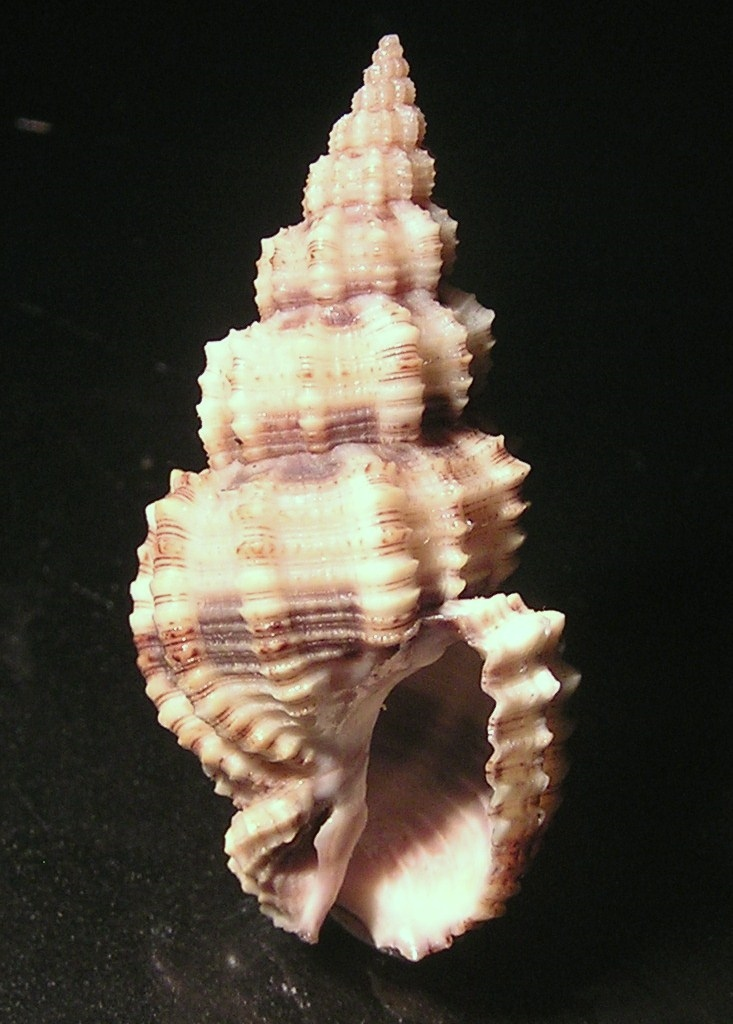
Phos muriculatus
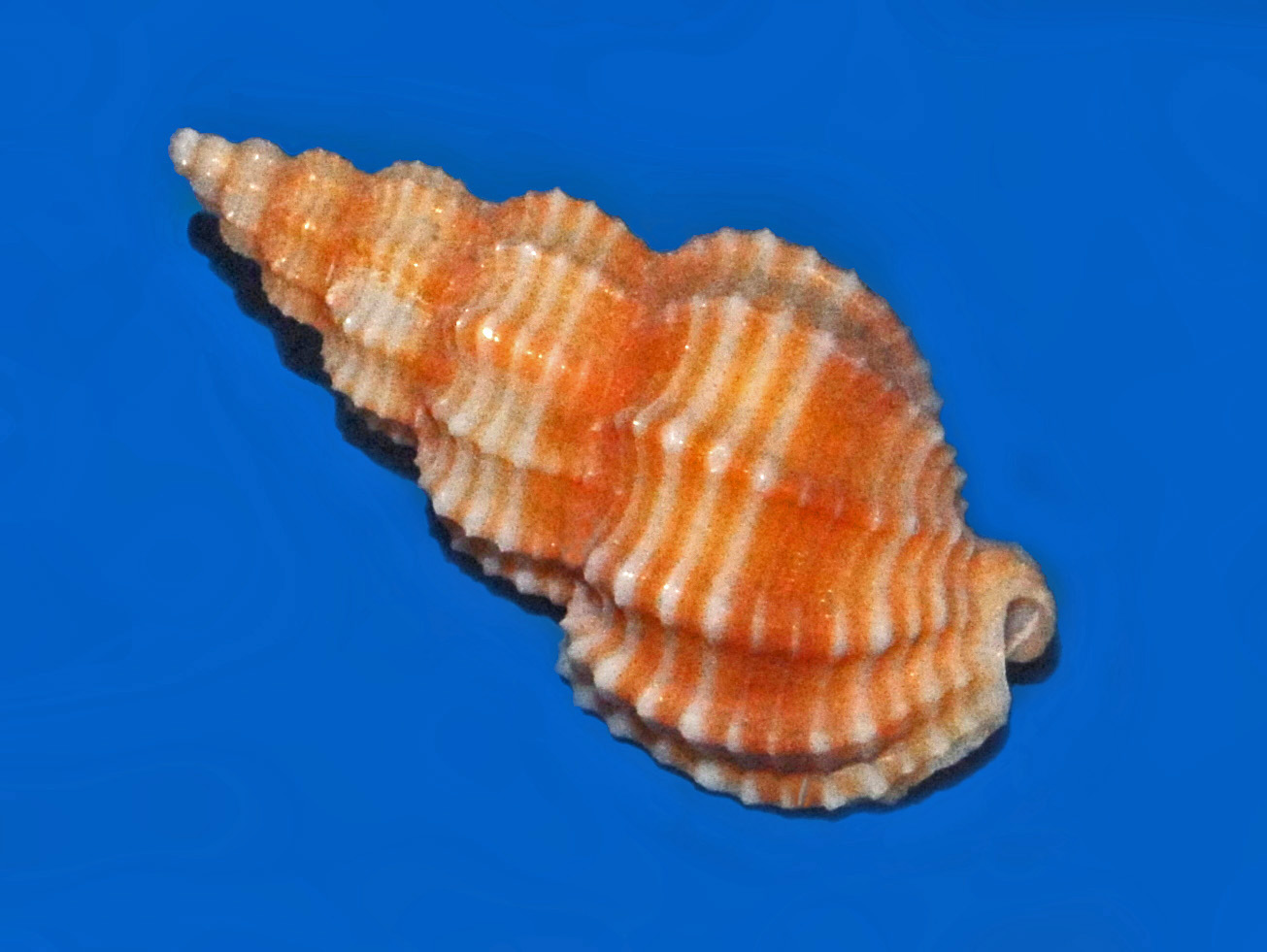
Phos senticosus
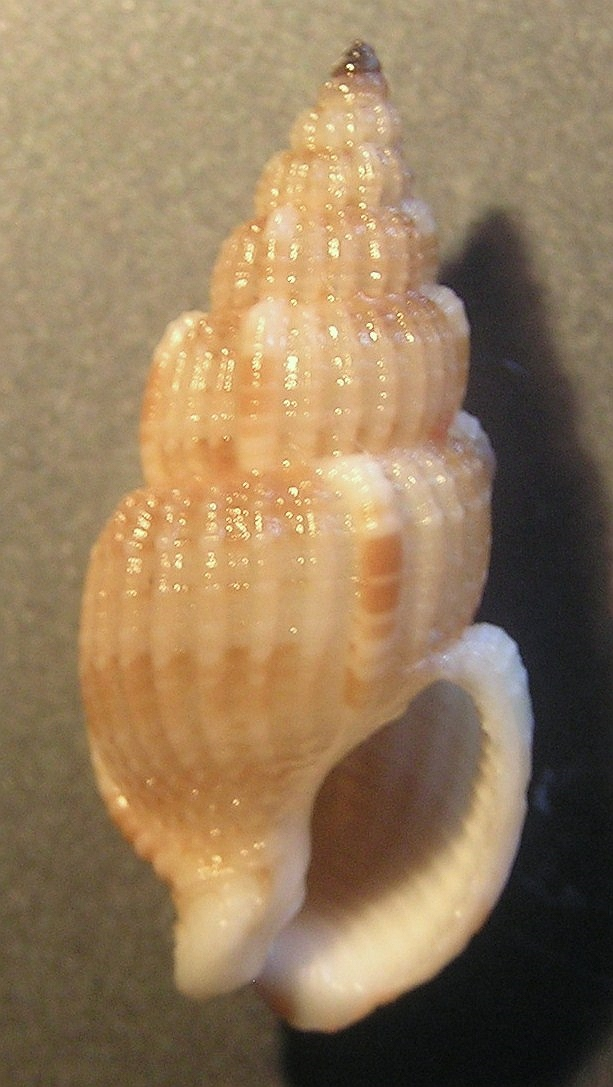
Phos varicosus